# Pterygellus
Pterygellus — рід грибів родини Cantharellaceae. Назва вперше опублікована 1966 року.

## Класифікація
Згідно з базою MycoBank до роду Pterygellus відносять 6 офіційно визнаних видів:
- Pterygellus armeniacus
- Pterygellus cymatodermoides
- Pterygellus funalis
- Pterygellus polycephalus
- Pterygellus polymorphus
- Pterygellus spiculosus